# Scolobates nigriventralis
Scolobates nigriventralis är en stekelart som beskrevs av He och Tong 1992. Scolobates nigriventralis ingår i släktet Scolobates och familjen brokparasitsteklar. Inga underarter finns listade i Catalogue of Life.